# Seconda origine
Seconda origine (titolo originale in lingua catalana: Mecanoscrit del segon origen) è un romanzo di fantascienza scritto da Manuel de Pedrolo nel 1974. È stato un grande successo del pubblico, soprattutto tra i giovani, ed è uno dei libri più venduti della letteratura catalana. Il romanzo è diviso in sei capitoli, di cui i primi cinque sono di un'estensione simile e si chiamano Quaderni e l'ultimo, più breve, si intitola "È Alba la Madre dell'Umanità Attuale?". È stato portato in televisione attraverso una serie di grande successo prodotta e ritrasmessa da TV3, e nel 2015 è stato adattato al cinema con il film Seconda origine, diretto da Bigas Luna e Carles Porta.
È stato tradotto in spagnolo (1984), in olandese (1986), in basco (1989), in galiziano (1989), in francese (1993), in rumeno (2000), in portoghese (2004) e in italiano (2011) da Patrizio Rigobon.

## Edizioni
- Manuel de Pedrolo, Manuscrit del segon origen, 1ª ed., 1974.
- Manuel de Pedrolo, Seconda origine, traduzione di Patrizio Rigobon, Roma, Atmosphere libri, 2011.